# Berendt Vogel
Berendt Vogel (Bernt Fogt, Voget, Vogt), född omkring 1610, död efter 1670, var en tysk-svensk konterfejare.
Vogel kom till Sverige som utbildad konterfejare. På äldre dar hyrde han en ateljé på en liten gård under riksrådet Gustaf Banérs Biskopstuna. Han anlitades på äldre dar att utföra dekorationsmålningar i stora salen på Bogesund och för att klara uppdraget hade han två medarbetare som stödde honom i upprätt ställning. Han utförde även ett antal porträtt för riksdrotsen Per Brahe den yngre 1669–1670.